# İşportacı Kiz
İşportacı Kız es una película de 1970 producida entre Turquía e Irán, dirigida y coescrita por Türker İnanoğlu y protagonizada por Cihangir Gaffari, Kartal Tibet, Necdet Tosun y Filiz Akın.

## Sinopsis
Gul trabaja con su novio Kartal y sus dos amigos Necdet y Huseyin como vendedores ambulantes. Por desgracia, tiene un increíble parecido con Jale, la hija de un millonario que se encuentra en peligro de ser secuestrada por un grupo de mafiosos para exigir dinero por su liberación. Esto lleva a toda una serie de confusiones, que pondrán en peligro la vida de Gul y sus amigos.

## Reparto
- Cihangir Gaffari es Cafer
- Filiz Akin es Gul
- Kartal Tibet es Kartal
- Sami Hazinses es Hüseyin
- Hulusi Kentmen es Hulusi Bey
- Necdet Tosun como Necdet